# Rali da Finlândia de 2005
Resultados do 55th Neste Rally Finland.

## Classificação Final
| Pos | N.º  | Piloto Co-piloto                    | Nacionalidade             | Carro                                               | Tempo               |
| --- | ---- | ----------------------------------- | ------------------------- | --------------------------------------------------- | ------------------- |
| 1   | 7 M  | Marcus Grönholm Timo Rautiainen     | Finlândia · Finlândia     | Peugeot 307 WRC Marlboro Peugeot Total              | 2:54.11,0 0         |
| 2   | 1 M  | Sébastien Loeb Daniel Elena         | França · Mónaco           | Citroën Xsara WRC Citroën Total                     | 2:55.17,7 1.06,7    |
| 3   | 8 M  | Markko Märtin Michael Park          | Estónia · Reino Unido     | Peugeot 307 WRC Marlboro Peugeot Total              | 2:55.46,6 1.35,6    |
| 4   | 5 M  | Petter Solberg Phil Mills           | Noruega · Reino Unido     | Subaru Impreza WRC Subaru World Rally Team          | 2:56.19,0 2.08,0    |
| 5   | 4 M  | Mikko Hirvonen Jarmo Lehtinen       | Finlândia · Finlândia     | Ford Focus WRC BP Ford World Rally Team             | 2:56.24,6 2.13,6    |
| 6   | 3 M  | Toni Gardemeister Jakke Honkanen    | Finlândia · Finlândia     | Ford Focus WRC BP Ford World Rally Team             | 2:57.43,4 3.32,4    |
| 7   | 9 M  | Harri Rovanperä Risto Pietiläinen   | Finlândia · Finlândia     | Mitsubishi Lancer WRC Mitsubishi Motors Motorsports | 2:58.38,9 4.27,9    |
| 8   | 2 M  | François Duval Sven Smeets          | Bélgica · Bélgica         | Citroën Xsara WRC Citroën Total                     | 2:59.21,4 5.10,4    |
| 9   | 15   | Henning Solberg Cato Menkerud       | Noruega · Noruega         | Ford Focus WRC BP Ford World Rally Team             | 2:59.56,8 5.45,8    |
| 10  | 17   | Janne Tuohino Mikko Markkula        | Finlândia · Finlândia     | Škoda Fabia WRC Škoda Motorsport                    | 3:00.53,3 6.42,3    |
| 11  | 11 M | Armin Schwarz Klaus Wicha           | Alemanha · Alemanha       | Škoda Fabia WRC Škoda Motorsport                    | 3:04.28,5 10.17,5   |
| 12  | 19   | Xavier Pons Carlos del Barrio       | Espanha · Espanha         | Citroën Xsara WRC OMV World Rally Team              | 3:04,55,1 10.44,1   |
| 13  | 28   | Kaj Kuistila Kari Jokinen           | Finlândia · Finlândia     | Mitsubishi Lancer WRC                               | 3:14.46,1 20.35,1   |
| 14  | 65   | Aki Teiskonen Miika Teiskonen       | Finlândia · Finlândia     | Subaru Impreza WRX STI Syms Rally Team              | 3:15.37,8 21.26,8   |
| 15  | 41 J | Daniel Sordo Marc Martí             | Espanha · Espanha         | Citroën C2 S1600                                    | 3:20.17,8 26.06,8   |
| 16  | 36 J | Urmo Aava Kuldar Sikk               | Estónia · Estónia         | Suzuki Ignis S1600                                  | 3:21.50,4 27.39,4   |
| 17  | 71   | Riku Tahko Ossi Lahtinen            | Finlândia · Finlândia     | Mitsubishi Lancer Evo 7                             | 3:24.02,3 29.51,3   |
| 18  | 32 J | Guy Wilks Phil Pugh                 | Reino Unido · Reino Unido | Suzuki Swift S1600                                  | 3:24.07,7 29.56,7   |
| 19  | 104  | Angelo Medeghini Barbara Capoferri  | Itália · Itália           | Subaru Impreza WRX STI Kome Sport                   | 3:24.11,1 30.00,1   |
| 20  | 70   | Jarno Kinnunen Mikko Lukka          | Finlândia · Finlândia     | Mitsubishi Lancer Evo 8                             | 3:27.56,8 33.45,8   |
| 21  | 38 J | Luca Betti Piercarlo Capolongo      | Itália · Itália           | Renault Clio S1600                                  | 3:29.54,1 35.43,1   |
| 22R | 77   | Peter Zachrisson Jan Svanström      | Suécia · Suécia           | Suzuki Ignis S1600                                  | 3:31.18,1 37.07,1   |
| 23  | 14   | Roman Kresta Jan Možný              | Chéquia · Chéquia         | Ford Focus WRC BP Ford World Rally Team             | 3:32.20,6 38.09,6   |
| 24  | 76   | Gunnar Tamm Kalev Kuzmin            | Estónia · Estónia         | Subaru Impreza WRX                                  | 3:37.00,8 42.49,8   |
| 25  | 69   | Patrik Flodin Maria Andersson       | Suécia · Suécia           | Mitsubishi Lancer Evo 7                             | 3:38.37,9 44.26,9   |
| 26  | 80   | Luca Rossetti Dario D'Esposito      | Itália · Itália           | Mitsubishi Lancer Evo 8                             | 3:38.58,8 44.47,8   |
| 27  | 85   | Ray Bellm Mark Solloway             | Reino Unido · Reino Unido | Subaru Impreza WRX STI                              | 3:39.41,1 45.30,1   |
| 28R | 34 J | Mirco Baldacci Giovanni Bernacchini | San Marino · Itália       | Fiat Punto S1600                                    | 3:41.32,6 47.21,6   |
| 29  | 91   | Andis Neikšans Edgars Utans         | Letónia · Letónia         | Ford Puma S1600                                     | 3:43.27,9 49.16,9   |
| 30  | 105  | Natalie Barratt Chris Patterson     | Reino Unido · Reino Unido | Subaru Impreza WRX STI                              | 3:44.55,0 50.44,0   |
| 31R | 73   | Matti Rantanen Jan Lönegren         | Finlândia · Finlândia     | Honda Civic Type-R                                  | 3:46.08,0 51.57,0   |
| 32  | 82   | Albert Llovera Marc Corral          | Andorra · Espanha         | Mitsubishi Lancer Evo 8                             | 3:49.28,1 55.17,1   |
| 33R | 67   | Anton Alén Jussi Aariainen          | Finlândia · Finlândia     | Mitsubishi Lancer Evo 7                             | 3:49.41,6 55.30,6   |
| 34  | 83   | Teemu Rantanen Sinikka Rantanen     | Finlândia · Finlândia     | Mitsubishi Lancer Evo 5                             | 3:51.10,0 56.59,0   |
| 35  | 89   | Luca Hoelbling Tullio Siena         | Itália · Itália           | Renault Clio RS                                     | 3:52.29,2 58.18,2   |
| 36R | 43 J | Martin Prokop Petr Gross            | Chéquia · Chéquia         | Suzuki Ignis S1600                                  | 3:52.52,5 58.41,5   |
| 37  | 84   | Fabrizio De Sanctis Iuri Rosignoli  | Itália · Itália           | Mitsubishi Lancer Evo 6                             | 3:54.22,1 1:00.11,1 |
| 38R | 81   | Igor Sokolov Vasili Mirkotan        | Rússia · Rússia           | Mitsubishi Lancer Evo 6 Syrus Rally Team            | 3:54.48,5 1:00.37,5 |
| 39R | 35 J | Kris Meeke Glenn Patterson          | Reino Unido · Reino Unido | Citroën C2 S1600                                    | 3:55.07,7 1:00.56,7 |
| 40R | 40 J | Conrad Rautenbach Carl Williamson   | Zimbabwe · Reino Unido    | Citroën C2 S1600                                    | 3:56.54,6 1:02.43,6 |
| 41  | 96   | Kari Hytönen Heikki Salmén          | Finlândia · Finlândia     | Volkswagen Polo 16V                                 | 3:58.06,4 1:03.55,4 |
| 42  | 95   | Pasi Mannerjärvi Raimo Kronström    | Finlândia · Finlândia     | Volkswagen Polo 16V                                 | 3:59.10,5 1:04.59,5 |
| 43  | 94   | Raimo Kaisanlahti Jukka Toivonen    | Finlândia · Finlândia     | Volkswagen Polo 16V                                 | 4:02.05,0 1:07.54,0 |
| 44  | 99   | Vesa Hakola Harri Peerla            | Finlândia · Finlândia     | Toyota Yaris                                        | 4:08.04,5 1:13.53,5 |
| 45R | 102  | Mika Savolainen Kalle Puurula       | Finlândia · Finlândia     | Nissan Micra 1.3 Super                              | 4:12.15,6 1:18.04,6 |
| 46R | 100  | Pekka Savela Juha Forsström         | Finlândia · Finlândia     | Volkswagen Polo 16V                                 | 4:14.51,1 1:20.40,1 |
| 47R | 103  | Mats Öhman Egil Eriksson            | Finlândia · Finlândia     | Volkswagen Polo 16V                                 | 4:20.58,3 1:26.47,3 |
| 48R | 79   | Esko Junttila Lars-Erik Kronberg    | Suécia · Suécia           | Mitsubishi Lancer Evo 4                             | 4:44.09,9 1:49.58,9 |
| 49R | 101  | Kari Joutsalainen Juha Ilmonen      | Finlândia · Finlândia     | Nissan Micra 1.3 Super                              | 4:45.04,6 1:50.53,6 |

## Abandonos
| SS  | N.º  | Piloto Co-piloto                     | Nacionalidade             | Carro                                               | Classe           |  |
| --- | ---- | ------------------------------------ | ------------------------- | --------------------------------------------------- | ---------------- |  |
| R20 | 6 M  | Chris Atkinson Glenn MacNeall        | Austrália · Austrália     | Subaru Impreza WRC Subaru World Rally Team          | Acidente         |  |
| R12 | 10 M | Gigi Galli Guido D'Amore             | Itália · Itália           | Mitsubishi Lancer WRC Mitsubishi Motors Motorsports | Acidente         |  |
| R5  | 12 M | Jani Paasonen Jani Vainikka          | Finlândia · Finlândia     | Škoda Fabia WRC Škoda Motorsport                    | Broken wheel     |  |
| R21 | 16   | Antony Warmbold Michael Orr          | Alemanha · Reino Unido    | Ford Focus WRC BP Ford World Rally Team             |                  |  |
| R10 | 18   | Manfred Stohl Ilka Minor             | Áustria · Áustria         | Citroën Xsara WRC OMV World Rally Team              | Steering         |  |
| R10 | 24   | Kristian Sohlberg Timo Hantunen      | Finlândia · Finlândia     | Subaru Impreza WRC Blue Rose Team                   | Acidente         |  |
| R9  | 25   | Sebastian Lindholm Tomi Tuominen     | Finlândia · Finlândia     | Peugeot 307 WRC                                     | Codriver injured |  |
| R7  | 26   | Jari-Matti Latvala Miikka Anttila    | Finlândia · Finlândia     | Toyota Corolla WRC                                  |                  |  |
| R5  | 31 J | Per-Gunnar Andersson Jonas Andersson | Suécia · Suécia           | Suzuki Swift S1600                                  | Acidente         |  |
| R17 | 33 J | Kosti Katajamäki Timo Alanne         | Finlândia · Finlândia     | Suzuki Ignis S1600                                  | Gearbox          |  |
| R0  | 37 J | Alan Scorcioni Silvio Stefanelli     | Itália · San Marino       | Fiat Punto S1600                                    | Withdrawn        |  |
| R19 | 42 J | Pavel Valoušek Pierangelo Scalvini   | Chéquia · Itália          | Suzuki Ignis S1600                                  | Oil loss         |  |
| R6  | 61   | Juha Salo Mika Stenberg              | Finlândia · Finlândia     | Mitsubishi Lancer Evo 8                             |                  |  |
| R5  | 62   | Toni Klemets Panu Plosila            | Finlândia · Finlândia     | Subaru Impreza WRX STI                              |                  |  |
| R12 | 63   | Marko Kakko Petri Lantta             | Finlândia · Finlândia     | Mitsubishi Lancer Evo 8                             |                  |  |
| R15 | 64   | Jukka Ketomäki Jarkko Alanen         | Finlândia · Finlândia     | Subaru Impreza WRX STI                              |                  |  |
| R16 | 66   | Juha Sipilä Juha Lummaa              | Finlândia · Finlândia     | Mitsubishi Lancer Evo 7                             |                  |  |
| R16 | 68   | Karri Marttila Ari Haipus            | Finlândia · Finlândia     | Subaru Impreza WRX STI                              | Acidente         |  |
| R10 | 72   | Kalle Pinomäki Jani Laaksonen        | Finlândia · Finlândia     | Renault Clio RS                                     |                  |  |
| R17 | 74   | Joni Nikko Kai Risberg               | Finlândia · Finlândia     | Honda Civic Type-R                                  |                  |  |
| R21 | 75   | Vesa Mikkola Tapio Suominen          | Finlândia · Finlândia     | Honda Civic Type-R                                  |                  |  |
| R19 | 78   | Nigel Heath Steve Lancaster          | Reino Unido · Reino Unido | Subaru Impreza WRX STI                              | Acidente         |  |
| R13 | 86   | Wug Utting Max Utting                | Reino Unido · Reino Unido | Subaru Impreza WRX STI                              | Acidente         |  |
| R19 | 87   | Alexander Villanueva Arielle Tramont | Espanha · Espanha         | Mitsubishi Lancer Evo 8                             | Acidente         |  |
| R12 | 92   | Jari Laakso Unto Kontro              | Finlândia · Finlândia     | Volkswagen Polo 16V                                 |                  |  |
| R21 | 93   | Antero Saari Mikko Nokipii           | Finlândia · Finlândia     | Nissan Micra 1.3 Super                              |                  |  |
| R12 | 97   | Kari Koskelainen Hannu Paloheinä     | Finlândia · Finlândia     | Škoda Felicia                                       |                  |  |
| R15 | 98   | Jaakko Nieminen Olavi Alanko         | Finlândia · Finlândia     | Nissan Micra 1.3 Super                              |                  |  |